# Guliks Overkwartier

De opdeling van Spaans Opper-Gelre bij de Vrede van Utrecht, het Guliks overkwartier is donkergroen gekleurd

Het Guliks Overkwartier of Guliks Opper Gelre is de naam voor het deel van het Overkwartier van Gelre dat als enclave in het hertogdom Gulik lag en na de Vrede van Utrecht Guliks gebied werd.

## Geschiedenis
Enkele plaatsen in het Nederlands-Duitse grensgebied bij Roermond hebben een nog complexere staatkundige geschiedenis dan de twee oude hertogdommen Gelre en Gulik al zelf. Ze waren verbonden met het Overkwartier van Gelre, maar lagen als enclaves in het Gulikse land.
- de stad Erkelens en het daarbij behorende Kuckhoven
- Elmpt, Nederkruchten en Wegberg lagen als een soort 'slurf' in het Gulikse gebied, maar waren binnen het Gelderse Ambt Montfort territoriaal en bestuurlijk verbonden met de Gelderse schepenbanken Swalmen en Beesel/Belfeld.
- de stad Viersen, iets noordelijker aan de Niers gelegen

### Erkelens
In 1326 kreeg Erkelens (Duits: Erkelenz) stadsrechten van graaf Reinald II van Gelre. Erkelens en Kuckhoven vormden een Gelderse exclave in het hertogdom Gulik. Deze was in de 15e tot 17e eeuw in het Ambt Erkelens bestuurlijk verbonden met de nabijgelegen Gelderse 'slurf' Wegberg, Nederkruchten en Brempt.
Keizer Karel V veroverde 1543 Gelre en Erkelens werd deel van de Habsburgse Nederlanden. Na de Tachtigjarige Oorlog behoorde het tot de Zuidelijke Nederlanden tot de stad in 1713 bij de Vrede van Utrecht als het Guliks Overkwartier aan het hertogdom Gulik werd toegewezen. In 1794 bezetten de Fransen Erkelens en maakten het deel van het Roerdepartement. In 1815 werd de stad Pruisisch.
Het is nu een plaats in de Duitse deelstaat Noordrijn-Westfalen, gelegen in de Kreis Heinsberg. De stad heeft ongeveer 44.600 inwoners. Naburige steden zijn onder andere Geilenkirchen (Nederlands: Geelkerken), Heinsberg en Hückelhoven.

## Oostenrijks en Pruisisch gebied

### Nederkruchten
Cruchten (Later Nederkruchten of (Duits) Niederkrüchten) was achtereenvolgens Spaans en Oostenrijks. Het Gelderse, thans tot Nederkruchten behorende Elmpt grensde westelijk aan het thans bij Roermond behorende, eveneens Gelderse Swalmen en het Gulikse Maasniel (later een vrije heerlijkheid), en oostelijk aan het toen Gelderse Brempt, Nederkruchten en Wegberg.
Terwijl Elmpt samen met Swalmen onder het Gelderse ambt Montfort viel, behoorden  Brempt, Nederkruchten en Wegberg tot het Ambt Erkelens. Swalmen, Elmpt, Brempt, Nederkruchten en Wegberg kwamen in de 18e eeuw tezamen met Roermond, Maasniel en Herten aan het Oostenrijks Overkwartier. In de Franse tijd hoorde dit gebied bij het departement Nedermaas. In 1815 kwam het aan Pruisen.
Nederkruchten is sinds 1972 met Elmpt verenigd in de nieuwe gemeente Niederkrüchten, behorende tot de Kreis Viersen in de Regierungsbezirk Düsseldorf van Noordrijn-Westfalen. Voordien behoorden ze beide tot het voormalige dictrict Erkelenz. Tot deze ruim 15.000 inwoners tellende gemeente horen de plaatsen Birth, Brempt, Boscherhausen, Dam, Elmpt, Gützenrath, Heyen, Laar, Niederkrüchten, Oberkrüchten, Overhetfeld, Rieth en Silverbeek.

### Wegberg
Wegberg werd voor het eerst in 966 genoemd onder de naam Berck. De wegen die naar de brug over de Swalm leiden deden de naam Wegberg ontstaan. Dit riviertje vormde eeuwenlang tussen de Mühlenbach en de Beeckbach ook de grens tussen  Gelre en Gulik.
Na de Tachtigjarige Oorlog was Wegberg achtereenvolgens Spaans en Oostenrijks.  In de Franse tijd hoorde het bij het Roerdepartement. In 1815 kwam het aan Pruisen.
Het is nu een stad met bijna 30.000 inwoners in de Kreis Heinsberg in Noordrijn-Westfalen.  De stad heeft een grenslijn van ongeveer 8 km met Nederlands Limburg.

### Viersen
Viersen lag als Gelderse exclave van het ambt Krickenbeck te midden van Guliks gebied.
Na de Tachtigjarige Oorlog behoorde het tot de Zuidelijke Nederlanden. Tijdens de Spaanse Successieoorlog werd het door Pruisen ingenomen, samen met een reeks andere gemeenten, die vanaf 1713 officieel Pruisisch Opper-Gelre vormden.
In de Franse tijd behoorde Viersen eveneens tot het Roerdepartement. Vanaf 1815 hoorde dit gebied als onderdeel van de Rijnprovincie tot het koninkrijk Pruisen.
Doordat de plaatsen tot verschillende staten hebben behoord, verliep de ruimtelijke ontwikkeling van de gemeenten zeer verschillend. De gemeenten Dülken, Süchteln en Boisheim lagen in het gebied van het Amt Brüggen in het Hertogdom Gulik. Dülken en Süchteln werden bestuurd door leden van de familie Van Gulik en dezen wilden de steden versterken als grenssteden tegen Gelre. In Viersen had het stift Sint-Gereon uit Keulen grote invloed. Zij hadden geen interesse om Viersen tot een stad te ontwikkelen. Hierdoor ontwikkelde Viersen zich planologisch anders dan de gemeenten Dülken und Süchteln.
Het huidige Viersen is gelegen aan de linker Rijnoever in Noordrijn-Westfalen, als hoofdstad van het district Viersen. De stad heeft ruim 76.000 inwoners en een oppervlakte van 9100 hectare. De huidige gemeente Viersen ontstond in 1970 door de bestuurshervorming waardoor de gemeenten Viersen, Dülken, Süchteln en Boisheim werden opgeheven en fuseerden tot de huidige gemeente Viersen.

## Taal
Nog in 1798 was de ambtelijke taal van Viersen het Nederlands. De streektaal in deze grensplaatsen was tot in de 20e eeuw de oostelijke voortzetting van de Limburgse dialecten Oost-Limburgs en Oostlimburgs-Ripuarisch, dit verschilde nauwelijks van die van de dichtstbij gelegen plaatsen in Nederlands Limburg. Ook veel familienamen klinken eerder Limburgs dan Duits. De vroegere verbondenheid met Nederland blijkt voorts uit een aantal Nederlandse familienamen als Van Cruchten, (Van) Erkelens, (Van) Viersen en Van Wegberg.
In de 20e eeuw heeft onder invloed van de WDR televisie het Nederrijns regiolect (Duits: Niederrheinisch) de overhand gekregen.

## Referentie
1. ↑  Maastricht University, Limburgse Rechtsgeschiedenis, Guliks Opper Gelre,